# ناوريس بولفيتس
ناوريس بولفيتس هو لاعب كرة قدم من لاتفي، من مواليد 15 مارس 1987، يلعب لفريق سبارتاكس يورمالا.

## روابط خارجية
- ناوريس بولفيتس على موقع الاتحاد الأوربي (الإنجليزية)
- ناوريس بولفيتس على موقع قاعدة بيانات كرة القدم.إي يو (الإنجليزية)
- ناوريس بولفيتس على موقع ناشيونال فوتبول تيمز (الإنجليزية)
- ناوريس بولفيتس على موقع Soccerbase.com (لاعب) (الإنجليزية)
- ناوريس بولفيتس على موقع Soccerway.com (الإنجليزية)
- ناوريس بولفيتس على موقع عالم كرة القدم.نت (الإنجليزية)